# ایم چه مو
ایم چه مو (کره‌ای: 임채무؛ زادهٔ ۲ سپتامبر ۱۹۴۹) بازیگر اهل کره جنوبی است.

## فیلم‌شناسی

### فیلم
| سال  | عنوان            | نقش                    |
| ---- | ---------------- | ---------------------- |
| ۲۰۰۶ | طعمهٔ کوسه        | (دوبلهٔ کره‌ای)          |
| ۲۰۰۷ | های‌وی استار      | جانگ جون               |
| ۲۰۰۷ | ازدواج بدون توقف | پارک جی-مان            |
| ۲۰۱۰ | جمهوری کره ۱٪    | فرمانده (حضور افتخاری) |